# Storm Clouds Cantata
La Storm Clouds Cantata (o Storm Cloud Cantata) è una cantata del compositore australiano Arthur Benjamin.

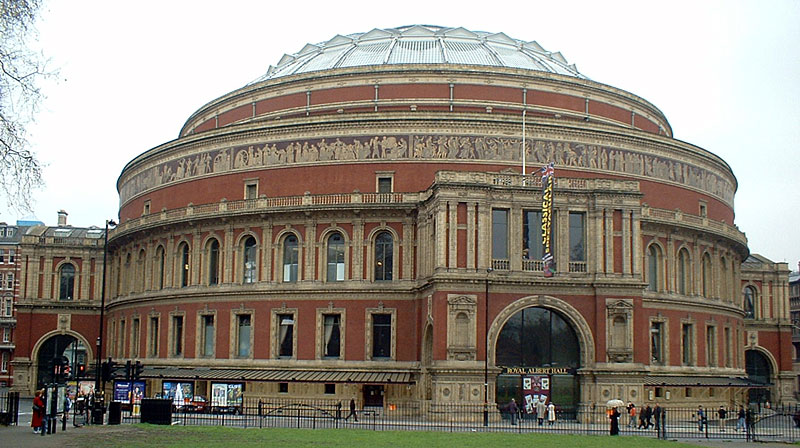
La Royal Albert Hall. Qui fu girata la celebre scena dello sparo che prevede come colonna sonora la Storm Clouds Cantata

Fu composta per la celeberrima "scena dello sparo" nella Royal Albert Hall, dal film di Alfred Hitchcock L'uomo che sapeva troppo (1934). In questa versione, la London Symphony Orchestra era diretta da H. Wynn Reeves. Nella versione del 1956 da Bernard Herrmann, autore della colonna sonora per il remake.

## Organico
- Ottavino
- Flauti
- Oboi
- Clarinetti
- Clarinetto basso
- Fagotti
- Controfagotto
- Corni
- Trombe
- Tromboni tenori
- Trombone basso
- Tuba
- Timpani
- Tamburo militare
- Piatti
- Grancassa
- Arpa
- Organo
- Primi violini
- Secondi violini
- Viole
- Violoncelli
- Contrabbassi
- Mezzosoprano solista
- Coro

## Testo
Dominic Bevan Wyndham Percy Lewis
The Man who knew too much
"Solista":
There came a whispered terror on the breeze.
And the dark forest shook
"Coro":
And on the trembling trees came nameless fear.
And panic overtook each flying creature of the wild 
original:  ...flying creature of the wind
And when they all had fled
"Solista":
All save the child - all save the child.
Around whose head screaming, The night-birds 
wheeled and shoot away.
"Coro":
Finding release from that which drove them onward like 
their prey. Finding release the storm-clouds broke. And
drowned the dying moon. The storm-clouds broke - the strom clouds broke.
Finding release!

## Modifiche per il remake
Yet stood the trees - yet stood the trees
Around whose heads screaming
Il coro è il Covent Garden Opera Chorus con la solista Barbara Howitt.
A seconda dell'esecuzione la Cantata può essere  lunga da otto a nove minuti. Inizia con un "Lento" in tre-quarti ed è in Do maggiore. La prima metà della cantata dura quindi fino alla battuta 108 in netto Lento. Poi inizia l'"Allegro agitato", caratterizzato dai colpi cadenzati dei timpani. La conclusione è una parte molto veloce sia nel coro che nell'orchestra. I cantanti recitano in un alternarsi tra voci maschili e femminili:
Finding release; Finding release from that which drove them onward like their prey.
Quest'ultima parte fa parte del "Poco crescendo" scandito dal grande tamburo per poi culminare nel "Maestoso" del finale nel quale c'è il celeberrimo colpo di piatti nel quale l'assassino spara.